# Švitrigaila
Švitrigaila (in polacco Świdrygiełło; in bielorusso Свідрыгайла?, Svidryhajla; in ucraino Свидрига́йло Ольгердович?, Svydryhajlo Ol'herdovyč; 1370 circa – Luc'k, 10 febbraio 1452 o 1453) è stato granduca di Lituania dal 1430 al 1432.
Battezzato con il nome di Boleslao, trascorse la maggior parte della sua vita in lotte dinastiche, spesso per lui infruttuose, contro i suoi cugini Vitoldo e Sigismondo Kęstutaitis (rispettivamente suo predecessore e successore al potere).
Riuscì a ricoprire il ruolo di granduca soltanto tra il 1430 e il 1432, sia pur senza l'approvazione di suo fratello e re di Polonia Ladislao II Jagellone, ma quando uscì sconfitto dalla guerra civile lituana rinunciò a ogni sua ambizione e si accontentò di ricoprire il ruolo di duca della Volinia. Personaggio dal carattere determinato e controverso, è stato riconosciuto da alcuni degli storici moderni come una sorta di patriota antesignano della Lituania, poiché le sue lotte impedirono che il Granducato perdesse la propria autonomia e divenisse parte del regno di Polonia.

## Biografia

### Primi anni
Švitrigaila era uno dei figli di Algirdas, granduca di Lituania, e dalla sua seconda moglie Uliana di Tver'. Poiché si ritiene che fosse il figlio minore o comunque il secondo figlio più giovane di Algirdas e benché la sua data di nascita risulti sconosciuta, essa è solitamente collocata intorno al 1370. Lo studioso William Urban la individua lievemente più tardi, ovvero nel 1373 circa. Quando Algirdas morì nel 1377, molti dei suoi figli e nipoti cominciarono a litigare per l'eredità, ma gli storici tendono a ritenere che Švitrigaila ricevette una minima parte, se non alcunché. Non è possibile ricostruire molti aspetti legati ai suoi primi anni, in quanto non si conoscono notizie legate alla sua infanzia tramandate storicamente. Il nome di Švitrigaila appare per la prima volta nelle fonti nell'ottobre del 1382, quando viene indicato tra i testimoni della firma del trattato di Dubysa tra suo fratello maggiore Jogaila e i Cavalieri teutonici.

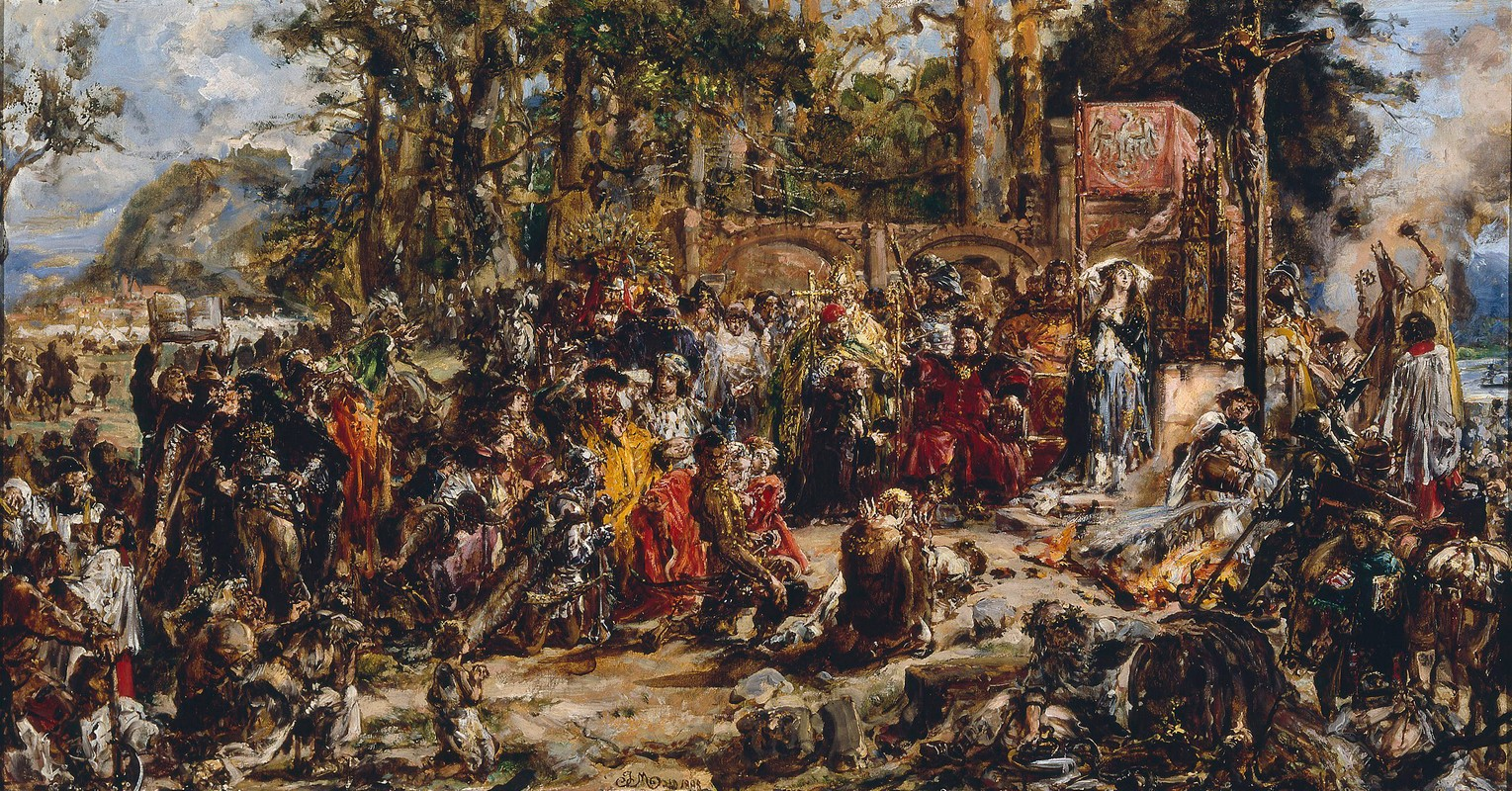
Il battesimo della Lituania. Olio su tela di Jan Matejko, 1888

Nel febbraio del 1386, Švitrigaila partì alla volta di Cracovia assieme ai suoi fratelli Jogaila, Vygantas, Karigaila e al cugino Vitoldo. Jogaila aveva partecipato a lunghe trattative finalizzate a ottenere la corona del regno di Polonia, cosa che gli fu garantita sia pur ad alcune condizioni tassative, tra cui la necessità di convertirsi al cristianesimo, poiché il Granducato di Lituania era ancora uno Stato pagano. Quest'alleanza tra Polonia e Lituania avrebbe dato origine a un'unione bilaterale che sarebbe durata per secoli. Il 15 febbraio del 1386 Švitrigaila, così come i suoi parenti summenzionati, ricevette il sacramento del battesimo (probabilmente dall'arcivescovo di Gniezno Bodzanta). In quell'occasione ricevette il nome cristiano di Boleslao, con cui invero viene raramente indicato dalle fonti coeve, nonostante la conversione.
Il periodo tra il 1385 e il 1392 si rivelò particolarmente travagliato per quanto riguardava i rapporti bilaterali tra Polonia e Lituania. Jogaila, che a seguito del battesimo divenne noto con il nome di Ladislao II Jagellone, risultava formalmente anche alla guida del Granducato di Lituania, ma la nobiltà baltica mal sopportava la sua autorità, considerando che gli affari legati al loro Stato sembravano essere stati relegati a un ruolo secondario e che alcuni di loro paventavano addirittura l'ipotesi di venire assorbiti dalla Polonia. Nel 1387, consapevole della necessità di delegare il compito di amministrarla, Ladislao nominò il fidato fratello Skirgaila in qualità di reggente. Sempre nel 1387, la Lituania stava vivendo una lotta di potere per il predominio nell'Europa orientale con la Moscovia, con gli scontri che si concentravano però perlopiù a livello locale nei pressi di Smolensk, contesa da decenni. Per vendicare la sconfitta subita l'anno precedente nella battaglia del fiume Vichra e la morte del padre, il principe Jurij di Smolensk attaccò la Lituania, ma la sua avanzata si impantanò nei pressi di una fortezza di confine presidiata da Švitrigaila, il quale seppe contenere il nemico fino all'arrivo del fratello Kaributas e di Vitoldo, che inseguirono gli aggressori fino a Smolensk costringendone gli abitanti a versare un enorme tributo.
Con il passare del tempo, Skirgaila si rivelò impopolare sia tra i nobili sia tra le fasce più umili della popolazione. Ben presto Vitoldo, il più desideroso di imporsi al potere in Lituania, cominciò ad accattivarsi diversi apprezzamenti da un nutrito numero di sostenitori, oltre a impegnarsi per ricercare supporto esterno. Nel 1389, Vitoldo attaccò con la forza la capitale della Lituania Vilnius, con il preciso tentativo di assumere il potere. Tale evento scatenò la guerra civile lituana del 1389-1392, conclusasi con l'assegnazione da parte di Ladislao II al cugino Vitoldo del ruolo di reggente della Lituania, con la promessa che gli sarebbe stato sottoposto; in realtà, Vitoldo rimase dipendente dal cugino soltanto formalmente. In questo contesto, mentre a Vitoldo venivano restituiti i suoi antichi possedimenti, Švitrigaila addusse come pretesto la morte di sua madre e reclamò che gli fosse assegnata, a titolo di eredità, la città di Vicebsk. Si precipitò dunque verso la destinazione e, «mosso da una brutalità che contraddistinguerà tutte le sue vicende [politiche]», ne catturò il governatore Fëdor Vesna per poi condannarlo a morte. In una rara occasione durante cui Vitoldo e Skirgaila cooperarono, considerati gli scontri che li avevano frapposti durante tutto il corso della guerra civile lituana, Švitrigaila finì imprigionato e spedito a Cracovia. I suoi legami con l'Ordine di Livonia, atavico nemico del Granducato di Lituania, vennero ritenuti inoltre troppo sospetti da Ladislao Jagellone. Rimasto alla corte polacca per tre anni, in quel lasso di tempo cominciò a meditare seriamente l'ipotesi di impossessarsi con la forza del potere nel Granducato. Si ascrive infatti a lui il tentato assassinio di Vitoldo del 1394, terminato però con un fallimento.

### Lotte iniziali contro Vitoldo

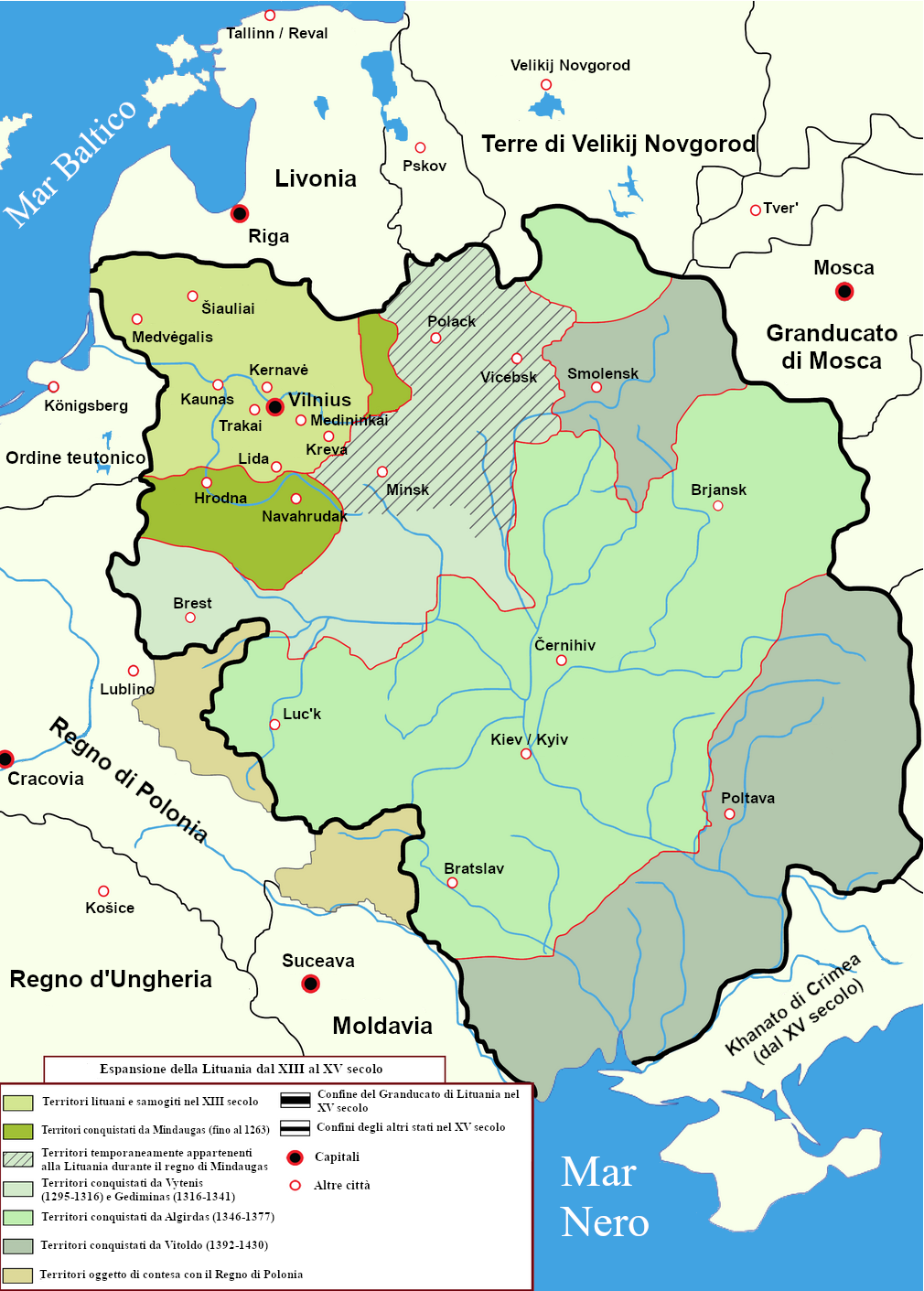
Espansioni del Granducato di Lituania dal XIII al XV secolo

Nel 1396 riuscì ad abbandonare Cracovia recandosi prima in cerca di sostegno in Slesia, al cospetto di Premislavo I Noszak di Teschen, e poi in Ungheria, alla corte di Sigismondo di Lussemburgo. È probabile che non avesse ottenuto grandi fortune da questo incontro, avendo forse confidato in un mutamento dello scenario in Lituania; compiendo una scelta che non fu seguita da Švitrigaila, Vitoldo aveva infatti abbandonato il cattolicesimo aderendo alla religione ortodossa, esponendosi al rischio di attirarsi le antipatie di alcuni dei membri più intransigenti della nobiltà. Al termine del suo ciclo di viaggi, nel 1398, Švitrigaila giunse al cospetto del Gran maestro dell'Ordine teutonico Konrad von Jungingen, il quale però gli negò qualsiasi forma di aiuto perché stava imbastendo con Vitoldo le trattative finalizzate alla stesura di un accordo, il futuro trattato di Salynas, ai sensi del quale il granduca lituano avrebbe ceduto il possesso di una porzione della contesa Samogizia. È comunque verosimile che, prima di conoscere le volontà di von Jungingen, avesse prestato servizio al fianco dei teutonici per un breve lasso di tempo. Impossibilitato a perorare la sua causa senza supporto esterno, Švitrigaila decise di ritornare a Cracovia e si pentì pubblicamente dinanzi al fratello Ladislao Jagellone. Ciò indusse il re polacco a decidere di cedere a Švitrigaila il possesso, a titolo di feudo, di alcune terre situate nella Podolia orientale; al di là del gesto di clemenza, taluni storici hanno ritenuto che Ladislao perseguisse anche un secondo fine, volendo forse segretamente assecondare le mire espansionistiche del giovane ribelle per contrastare il rafforzamento del potere del cugino Vitoldo. Nell'agosto del 1399, Švitrigaila partecipò alla disastrosa spedizione condotta da Vitoldo contro i tartari dell'Orda d'Oro e culminata con la battaglia del fiume Vorskla. Durante questo scontro perse la vita il nobile polacco Spytek II di Melsztyn, i cui feudi furono incamerati per decisione di Ladislao Jagellone da Švitrigaila. Principalmente concentrati nella Podolia occidentale, essi comprendevano la fiorente città di Novhorod-Sivers'kyj e, seppure queste terre non facessero parte del Granducato lituano, si trattava comunque di un'ampia porzione di territori. Malgrado ciò, Švitrigaila mirava a un altro obiettivo ed era consapevole del fatto che la reputazione di Vitoldo, sia in patria sia in Polonia, era stata affossata dalla fatale disfatta di Vorskla, motivo per cui pensò di rendersi portatore degli interessi di quella cerchia di nobili maggiormente scontenta.

Cartina che mostra i principali luoghi di conflitto che riguardarono la Lituania, la Polonia e lo Stato monastico tra il 1377 e il 1434

La battaglia del fiume Vorksla aveva plasticamente svelato a Vitoldo quanto mai fosse necessario del supporto esterno, soprattutto per presidiare le vastissime frontiere del suo Granducato. Ecco perché, considerato che Ladislao Jagellone non aveva un erede e Vitoldo era molto affascinato dal mondo europeo occidentale, potendo altresì contare su un numero consistente di fidati consiglieri polacchi, il granduca lituano si avvicinò alla Polonia piuttosto che allontanarsi, circostanza la quale portò alla conclusione dell'Unione di Vilnius e Radom del 1401. Ai sensi della stessa, Vitoldo diveniva sovrano indipendente fino alla sua morte, all'indomani della quale la Lituania sarebbe stata governata da Ladislao e dalla corona polacca.
Verso la fine dell'anno, Švitrigaila pianificò di nuovo di recarsi nel territorio dello Stato monastico dei Cavalieri Teutonici, in cerca di supporto alla sua causa. Il momento storico appariva particolarmente favorevole: tutte le attenzioni internazionali erano concentrate sull'imminente matrimonio che avrebbe avuto luogo tra Ladislao Jagellone e Anna di Celje, dalla quale il re polacco sperava di poter avere il tanto agognato erede, malgrado coesistessero forti perplessità (la notevole differenza di età tra i due coniugi, la non conoscenza da parte di Anna del polacco e il totale disinteresse da parte di Ladislao di qualunque argomento che non riguardasse la caccia o l'ars bellica). Il 31 gennaio del 1402, due giorni dopo le celebrazioni delle nozze tra Ladislao e Anna, Švitrigaila si presentò travestito da mercante a Marienburg, la capitale dello Stato monastico, e incontrò ancora il Gran maestro von Jungingen, dicendosi disponibile a prestare a lui i propri servigi. Le due controparti giunsero dunque a un'intesa, ai sensi della quale il Gran maestro avrebbe aiutato Švitrigaila a recuperare le sue terre nella Rus' meridionale e avrebbe appoggiato la sua pretesa al ruolo di granduca, consentendo in cambio ai crociati di governare indisturbati i loro territori, compresa la Samogizia. Poiché il possesso della regione non era stato ceduto da Vitoldo, Švitrigaila si impegnò a mantenere questa promessa firmando a suo nome il trattato di Salynas. Senza avvertire Vitoldo, i Cavalieri teutonici e l'Ordine di Livonia aggredirono simultaneamente la Lituania nel marzo del 1402; in seguito, annunciarono di riconoscere Švitrigaila quale legittimo granduca di Lituania. Pare che qualche boiardo fosse favorevole all'ascesa di Švitrigaila al potere, ma in pochi apparivano disposti a dichiararlo apertamente. La decisione assunta da Konrad coincise con un cinico calcolo politico senza alcuna sfumatura religiosa, aspetto che del resto non connotava più la lunga crociata lituana da più di qualche anno. A maggio, dopo due mesi di lotte, il Gran maestro e Ladislao Jagellone si incontrarono di persona, un gesto questo indicativo della volontà di entrambi di trattare. Probabilmente, ciò testimoniava anche i fallimenti riportati da Švitrigaila nella sua personale lotta. Una volta respinto il grande assalto diretto contro Vilnius dai teutonici, Vitoldo seppe stroncare i pochi aristocratici filo-teutonici presenti in patria e respinse Švitrigaila e i suoi sostenitori.

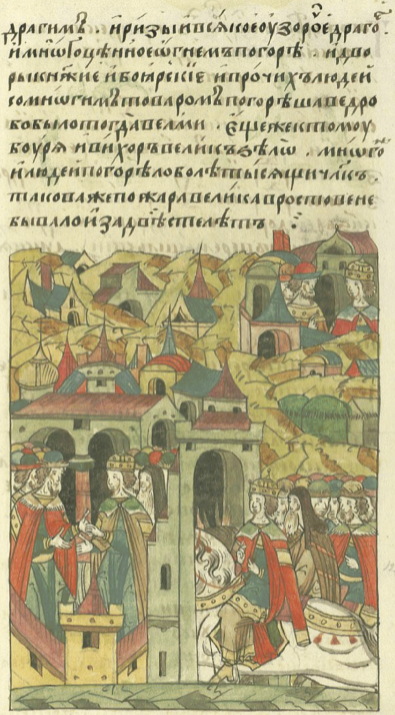
Švitrigaila giunge alla corte di Basilio I a Mosca. Illustrazione tratta dalla Cronaca illustrata di Ivan il Terribile

Nel 1403, papa Bonifacio IX vietò ai teutonici di attaccare la Lituania, con il risultato che i combattimenti si esaurirono. Iniziò così un lungo percorso diplomatico culminato nel 1404 con il ripristino dei vecchi confini e con la rinuncia di Švitrigaila a sostenere qualunque rivolta anti-lituana, in cambio di una riconciliazione con la sua famiglia. La partecipazione di Švitrigaila all'assedio condotto da Vitoldo nel 1404 (o 1405) ai danni di Smolensk certifica il riavvicinamento. Malgrado l'attacco fallì, Vitoldo riuscì comunque a ripristinare l'autorità lituana sulla città e Švitrigaila venne ricompensato con l'assegnazione di alcune terre situate nei pressi del fiume Dnepr. Nel 1406 fornì assistenza al suo cugino granduca nella guerra condotta contro Pskov, ma ciononostante le mire di potere di Švitrigaila non si erano mai del tutto spente. È per questa ragione che, come attestano le fonti coeve, nel 1408 partì alla volta di Mosca allo scopo di ottenere l'aiuto di Basilio I. Pare suscitò un'impressione positiva sul sovrano, tanto che gli venne concessa la gestione dell'importante regione di Vladimir (pari in termini di grandezza a circa la metà del territorio della Moscovia). Finì tuttavia probabilmente prigioniero tra i tartari quando questi attaccarono le terre di Basilio, salvo poi fare ritorno alla corte di Vitoldo nel settembre del 1409. Il granduca non si fidò mai «di cenare allo stesso tavolo», assumendo infine la drastica decisione di imprigionare Švitrigaila non appena venne a conoscenza della corrispondenza segreta che questi stava intrattenendo con il Gran maestro teutonico.

### Fuga dalla prigionia e riconciliazione
Švitrigaila rimase confinato dal 1409 al 1418 e sottoposto a un rigido regime di controllo degli atti da lui scritti. Infatti, benché non trascorse quegli anni in una cella fredda e buia, durante questo periodo fu autorizzato a emanare atti soltanto con il consenso del granduca o a spedire dei documenti per le chiese. Solo in seguito fu allontanato da Vilnius e sorvegliato nel castello di Kremenec'. William Urban ha provato a spiegare la scelta di Vitoldo sostenendo che la morte di Švitrigaila non gli «avrebbe arrecato alcun beneficio»; semmai, tenerlo in vita avrebbe screditato le pretese di qualsiasi altro potenziale oppositore che intendeva aspirare al ruolo di granduca.

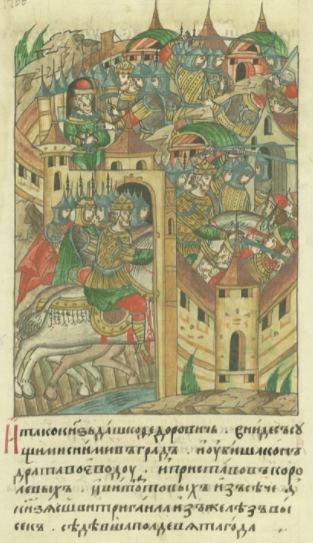
I nobili rus' raggiungono il castello di Kremenec' e, una volta uccise le guardie, liberano Švitrigaila. Illustrazione tratta dalla Cronaca illustrata di Ivan il Terribile

Nel 1418, alcuni nobili rus' si presentarono al comandante di Kremenec' in veste di mercenari. Dopo essersi assicurati la sua fiducia, riuscirono a organizzare durante una notte l'evasione di Švitrigaila uccidendo le sentinelle e dirigendosi poi verso ovest. Vi è però incertezza sul percorso effettivamente seguito. Secondo la Cronaca di Nikon, il nobile lituano cavalcò fino all'Ungheria, dopodiché raggiunse Costanza per incontrare l'imperatore Sigismondo di Lussemburgo (e dove contava di imbattersi in qualche simpatizzante della sua causa durante il concilio in corso), che da lì lo inviò in Prussia, da dove infine raggiunse in segreto la Samogizia. Secondo lo storico William Urban, risulta più credibile il resoconto fornito dal cronista prussiano Johann von Posilge, secondo il quale Švitrigaila andò in Valacchia e in seguito in Austria, salvo poi fare ritorno in Rus' transitando attraverso il regno d'Ungheria. Mentre la notizia della sua fuga suscitò allarme in Lituania e in Polonia, in Rus' si diffuse un senso di gioia. Nell'estate del 1418, scoppiarono diversi focolai di rivolta in Samogizia fomentati dai sostenitori di Švitrigaila. Tuttavia, la ribellione non venne condotta efficacemente e finì per essere repressa nel mese di ottobre da Vitoldo; non si ha notizia di un coinvolgimento di Švitrigaila in queste operazioni, motivo per cui si ritiene che egli non si trovasse in Samogizia e che avesse probabilmente evitato di immischiarsi. Nel 1419 ebbe luogo una riconciliazione tra Ladislao Jagellone e Švitrigaila, mentre l'anno seguente, sia pur al termine di una serie di incontri in cui gli sforzi compiuti dalla diplomazia furono notevoli, Vitoldo perdonò suo cugino. Per suggellare la pace fatta, a Švitrigaila fu ceduto il possesso a titolo di feudo di Černihiv, Brjansk, Trubčevsk e, nuovamente, di Novhorod-Sivers'kyj.
Riappacificati gli animi, Švitrigaila preferì mantenere un basso profilo e gli eventi che lo interessarono assunsero perlopiù un peso marginale. È noto, ad esempio, che nel 1421 respinse un'invasione tartara e fece condurre da Vitoldo i prigionieri catturati. Nel 1422, nelle fasi antecedenti alla guerra di Gollub condotta contro l'Ordine teutonico, cercò di mantenere un atteggiamento pacifico e addirittura si scusò con il Gran per lo scoppio delle ostilità. Švitrigaila ricompare ancora nelle fonti nel 1428, quando assistette militarmente Vitoldo nelle sue campagne contro Novgorod assieme ad altri nobili. Ancora, nell'aprile del 1429 inviò un ambasciatore alla corte Sigismondo di Lussemburgo per ribadire all'imperatore la sua fedeltà al granduca lituano al potere. In realtà, Švitrigaila stava studiando attentamente il contesto geopolitico e aveva compreso che vi erano circostanze a lui favorevoli e altre sfavorevoli. La nascita di figli maschi per Ladislao Jagellone comportava sicuramente una riduzione delle possibilità di aspirare alla successione in Lituania, ma d'altra parte Vitoldo aveva avuto soltanto una figlia femmina, Sofia, la quale aveva sposato Basilio I a Mosca. Inoltre, il rapporto tra Ladislao e Vitoldo stava vivendo una fase turbolenta per via delle conseguenze del congresso di Luc'k e dei dissapori nati a seguito della mancata incoronazione del granduca lituano.

### Granduca di Lituania

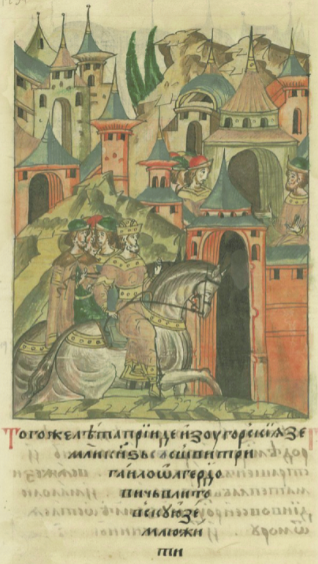
Švitrigaila (in primo piano) viaggia a cavallo in Lituania dopo essere stato nominato granduca. Illustrazione tratta dalla Cronaca Illustrata di Ivan il Terribile

Il 1430 rappresentò un anno decisivo per gli sviluppi politici del Granducato: quando Vitoldo morì verso la fine del mese di ottobre e mentre era ancora in corso la preparazione dei funerali, i sostenitori di Švitrigaila si impadronirono del castello di Vilnius, di Trakai e di altri importanti avamposti. In un momento storicamente imprecisato, Švitrigaila fu poi acclamato nuovo granduca da vari nobili lituani e ruteni: nella storia lituana, si trattò della prima volta in cui l'aristocrazia locale incise, a tutti gli effetti, sulla nomina di un nuovo sovrano. La vasta cerchia di alleati che lo aveva appoggiato non considerò nemmeno l'ipotesi di acclamare il Ladislao Jagellone, il quale veniva malvisto sin dal 1386, quando a giudizio dei baltici li aveva abbandonati per regnare in Polonia. Sempre nello stesso turbolento contesto, mentre si trovava in Lituania per assistere ai funerali di Vitoldo, Ladislao fu fatto addirittura prigioniero. Resta controverso se Ladislao desiderasse effettivamente che suo fratello assumesse il potere, e benché le fonti coeve lascino propendere per il no, di certo si può affermare che le modalità adottate da Švitrigaila furono talmente traumatiche da risultare decisamente sgradite. È altrettanto sicuro che l'élite polacca fosse insoddisfatta di questi sviluppi, al contrario dell'Ordine teutonico, il quale desiderava più di chiunque altro un allontanamento tra Polonia e Lituania. La nobiltà che aveva supportato Švitrigaila, dal canto suo, appariva molto frastagliata, considerato il differente substrato socio-culturale legato a ogni suo membro e le barriere linguistiche o di altro genere sussistenti. A seguito delle acredini insorte lungo il confine polacco-lituano, la posizione di Švitrigaila si palesò in maniera inequivocabile, in quanto egli si disse assolutamente non disponibile a riconoscere la supremazia del re di Polonia nei suoi confronti. Nel mese di novembre, Švitrigaila stilò un atto in cui chiedeva a Cracovia il riconoscimento della sua autorità (firmandosi per la prima volta in assoluto come granduca di Lituania), promettendo in cambio di liberare Ladislao Jagellone; in un documento minore, chiedeva la restituzione di quattro castelli espugnati dai polacchi a seguito della morte di Vitoldo. Nel mese di dicembre, il clima diplomatico appariva rovente: le liti lungo i confini si trascinavano avanti, ma in Polonia prevalse la linea della diplomazia su indicazione del cardinale Zbigniew Oleśnicki e si decise di provare a negoziare con i baltici. La delegazione di diplomatici che doveva partire alla volta della Lituania non lasciò però mai Cracovia, in quanto Ladislao Jagellone fu nel frattempo liberato. Tuttavia, poco dopo venne nuovamente imprigionato per un breve lasso di tempo quando i polacchi rifiutarono di cedere il possesso dei castelli della Podolia contesi. Poiché Švitrigaila aveva frattanto concluso un'alleanza con i tartari, anche la Santa Sede comunicò in una lettera la propria opinione sulla controversia, giungendo a minacciarlo di scomunica. Il re prigioniero fece ritorno in patria soltanto nel febbraio del 1431, venendo pubblicamente criticato dalla nobiltà polacca per aver riconosciuto la legittimità al potere di Švitrigaila senza averla consultata.
Nella primavera dello stesso anno, il granduca lituano si preoccupò di tessere ulteriormente la rete di conoscenze internazionali funzionale a consolidare la sua carica. Una delle prime mosse compiute in politica estera riguardò il suo avvicinamento al voivoda moldavo Alessandro il Buono, un patto che nasceva chiaramente in funzione anti-polacca. Pare che Švitrigaila pensò addirittura di celebrare le nozze con la figlia del voivoda, al fine di rafforzare le sinergie. Poche furono le relazioni amichevoli che poté coltivare a est, dove alcune città russe accettarono di riconoscerlo al potere soprattutto per il timore che potessero scoppiare delle guerre contro di loro in caso contrario; sorprendentemente, forse per via dei dissidi che serpeggiavano tra l'élite russa, la Moscovia non assunse una posizione nitida sul tema, malgrado intrattenne rapporti amichevoli con Švitrigaila. Il principale traguardo raggiunto in campo diplomatico riguardò però l'avvio dei negoziati inerenti alla costituzione di una coalizione con Sigismondo di Lussemburgo e il Gran maestro teutonico Paul von Rusdorf. Švitrigaila comunicò a entrambi l'intenzione di coinvolgere in quest'alleanza anche Ladislao Jagellone, dichiarandosi pronto a mediare quelle dispute che riguardavano il re polacco e Sigismondo. In realtà, Švitrigaila non aveva alcuna intenzione di tenere fede a questa specifica promessa, ma si affrettò a comunicare al monarca ungherese che desiderava ricevere la corona che avrebbe dovuto assumere Vitoldo, una proposta questa tempestivamente accettata da Sigismondo. L'avvicinamento di Švitrigaila all'Ordine teutonico fu suggellato da un'alleanza difensiva firmata a Christmemel il 19 giugno 1431, ai sensi della quale gli veniva garantito l'appoggio militare in caso di attacco polacco. Alla firma del patto fu altresì presente il Gran maestro di Livonia Cisse von Rutenberg.
La celerità con cui queste operazioni vennero compiute si spiega ricordando che, nel febbraio del 1431, i rapporti di Švitrigaila con la Polonia avevano sfiorato il massimo punto di rottura. Durante un'assemblea dei nobili polacchi tenutasi a Sandomierz, si decise di inviare un'ambasciata per chiedere a Švitrigaila di riconoscere la signoria polacca su Horodło, di scusarsi per le lotte da lui condotte in Podolia e di rinunciare sia a quest'ultima che alla Volinia. I tentativi di mediazione divennero inutili e la guerra si profilò sempre più all'orizzonte, con il risultato che pochi giorni dopo la firma del trattato di Christmemel tra il granduca lituano e i teutonici, i polacchi cominciarono a eseguire delle operazioni di guerriglia, malgrado lo stato di aperto conflitto fu formalmente dichiarato solo all'inizio di luglio. Le prime ostilità di quella che è passata alla storia come guerra di Luc'k ebbero luogo proprio a Horodło, ma nonostante tutto le manovre belliche ebbero una portata abbastanza limitata e, ben presto, entrambi gli schieramenti preferirono rinunciare ai combattimenti e lasciare spazio al dialogo. Fu con queste premesse che, il 26 agosto del 1431, fu firmata una tregua della durata di due anni a Chortoryisk, poi ratificata nuovamente da Švitrigaila all'inizio di settembre. Vari storici hanno dibattuto sulla criptica decisione della Lituania di sospendere i combattimenti, considerando che di fatto favoriva il nemico e che il 23 agosto l'Ordine l'aveva assistita attaccando il castello di Chortoryisk. È verosimile credere che Švitrigaila avesse scoperto di poter contare su uno scarso supporto interno, con i nobili ruteni e lituani i quali sembravano tutt'altro che entusiasti alla prospettiva di lunghe battaglie. D'altronde lo stesso sentimento serpeggiava in Polonia, tanto che verso la fine dell'anno si fece strada l'ipotesi di accettare Švitrigaila al comando del Granducato, sia pur in veste di reggente.
Nei primi mesi del 1432, continuava a trapelare la volontà polacca di non portare avanti l'alleanza con la Lituania ricorrendo alla forza, motivo per cui furono eseguiti alcuni gesti distensivi come liberare dei prigionieri baltici. Il tentativo più serio di risolvere le problematiche si verificò in occasione di un'assemblea tenutasi a Sieradz tra aprile e maggio, durante cui i polacchi riconobbero Švitrigaila granduca alle stesse condizioni riservate a Vitoldo (ovvero il Granducato avrebbe conservato una virtuale separazione fino alla morte del sovrano). Tuttavia, questa proposta venne rigettata, decisione che secondo gli storici moderni andrebbe ritenuta avventata. La guerra di Luc'k aveva dimostrato la superiorità degli eserciti polacchi sulle forze lituane e su quelle dell'Ordine teutonico, ma ciò non aveva dissuaso Švitrigaila dal rinnovare l'alleanza con l'Ordine a Christmemel il 15 agosto. Fu in quel contesto che l'ipotesi ventilata in ambienti polacchi di ampliare una spaccatura tra la nobiltà lituana e Švitrigaila attecchì del tutto. Gli aristocratici al fianco del granduca erano infatti perlopiù ruteni e perseguivano interessi diversi dai baltici, in quanto l'obiettivo principale dei primi coincideva con la difesa delle loro tradizioni contro le politiche accentratrici di Vilnius. La crescita dell'influenza rutena generò in vari esponenti un ripensamento che si rivelò decisivo negli eventi successivi. Le politiche di Švitrigaila provocarono inoltre il malcontento della Chiesa cattolica (a cui non aveva mai effettuato delle donazioni, a differenza del suo predecessore) e dei nobili lituani che in passato avevano maggiormente supportato Vitoldo. Così, a mano a mano che tra le file degli oppositori aumentava il nugolo di vescovi cattolici, dall'altra parte andavano temporaneamente accantonandosi i sentimenti anti-polacchi che avevano accompagnato la tormentata successione di Vitoldo. La crescita del fronte contrario a Švitrigaila accelerò nell'estate del 1432, mentre egli si preoccupava di rinforzare i suoi legami con l'Ordine, impegnato nella guerra polacco-teutonica.

### Detronizzazione e guerra civile

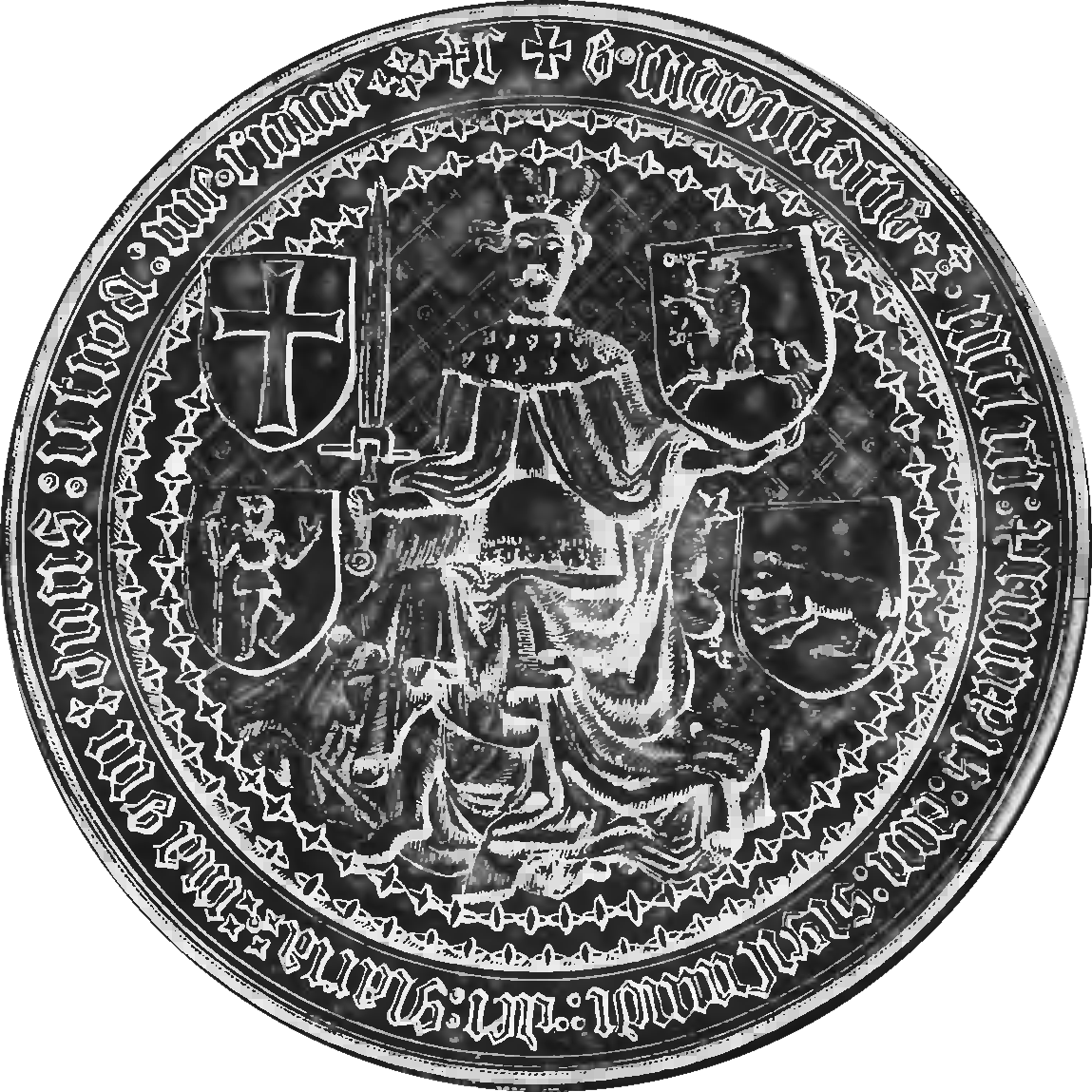
Sigillo di Sigismondo Kęstutaitis, impostosi al potere in Lituania a seguito di un colpo di Stato attraverso cui Švitrigaila fu destituito

Nella notte tra il 31 agosto e il 1º settembre, quando Švitrigaila e il suo seguito di guardie si trovavano ad Ašmjany, lungo la strada che conduceva a Brėst per incontrare Ladislao Jagellone, furono aggrediti dai sostenitori di Sigismondo Kęstutaitis. Quest'ultimo, che era il fratello di Vitoldo ed era appoggiato da vari aristocratici, oltre che dalla Polonia stessa, ne approfittò per insediarsi al potere e iniziò a professarsi granduca legittimo, mentre Švitrigaila riuscì fortunosamente a raggiungere Polack. La Lituania si frammentò così in due entità politiche, dove a ovest Sigismondo veniva sostenuto dalla regione di Vilnius, dalla Samogizia, dalla Podlachia, da Hrodna, da Brėst e da Minsk, e invece a ovest, principalmente a Polack, Vicebsk, Smolensk, Kiev, la Volinia e la Podolia orientale, si concentravano i sostenitori di Švitrigaila. Nei mesi successivi, entrambe le parti si impegnarono a ricercare alleati in quella che sarebbe stata la lunga guerra civile lituana del 1432-1438. Così, mentre Sigismondo si assicurava il sostegno polacco, Švitrigaila strinse accordi con i tatari dell'Orda d'Oro, l'Ordine di Livonia e l'Ordine teutonico. Nel frattempo, su spinta della nobiltà polacca e al fine di ridurre i sostenitori del granduca appena destituito, il 30 ottobre 1432 fu proclamato a Leopoli un documento il quale conteneva una serie di privilegi destinati a prìncipi, prelati, boiardi, cavalieri e nobili della Volinia e di Luc'k. Questa categoria di persone, in larga misura ortodossa, si vide riconoscere diritti e libertà già riconosciute alla controparte cattolica, ma Ladislao Jagellone rifiutò di estendere il riconoscimento degli stessi privilegi anche in Lituania propria. Una simile scelta, giudicata ottusa dagli storici moderni, finì per prolungare il sostegno militare al nemico della Polonia. Nel mese di novembre, mentre Švitrigaila reclutava nuove truppe, un funzionario di corte fu torturato a Vilnius dopo aver confessato una cospirazione a cui avevano aderito i dignitari di fiducia di Sigismondo. A seguito di questo evento, secondo gli studiosi, le possibilità di Švitrigaila di riconquistare il trono lituano si azzerarono.
Sul piano militare, i sostenitori di Sigismondo si batterono con la coalizione di Švitrigaila ad Ašmjany nel dicembre del 1432, riuscendo a imporsi con successo. Malgrado avesse espugnato Brėst nella primavera del 1433 e, con il sostegno dall'Ordine di Livonia, anche Kaunas a luglio, Švitrgaila cominciò a percepire difficoltà di vario genere, segno che la supremazia bellica stava mutando. Comprendendo il momento sfavorevole, decise di intraprendere la strada dei negoziati, ma Ladislao Jagellone rifiutò di intavolare delle trattative. All'inizio di settembre, Švitrigaila e il Gran maestro di Livonia Cisse von Rutenberg si assicurarono Zasłaŭje, Minsk e Barysaŭ, ma la campagna si concluse anzitempo per via della diffusione di una pestilenza. La situazione mutò presto e le nuove città conquistate non vennero presidiate a lungo: nel mese di ottobre, a seguito di una campagna di quattro settimane condotta da Sigismondo, Švitrigaila perse tutto ciò di cui si era impadronito insieme ai livoniani un mese prima. Tra il 1433 e il 1434 la guerra continuò ad arrecare devastazione in tutto il territorio del Granducato. Il 1º luglio 1434, non appena si verificò la morte di Ladislao Jagellone, Sigismondo fu sollecitato dalla nobiltà polacca a rinnovare i termini dell'accordo in virtù del quale era salito al trono. Nel frattempo, il Gran maestro di Livonia guidò un'offensiva in Samogizia, con la speranza di catturare un qualche castello che potesse fungere da testa di ponte per Švitrigaila. Gli attacchi si protrassero per dieci settimane, ma terminarono con un insuccesso e Cisse von Rutenberg contrasse una malattia che ne causò la morte nel mese di novembre. A dicembre, Švitrigaila perse il controllo della Volinia meridionale e della Podolia orientale.

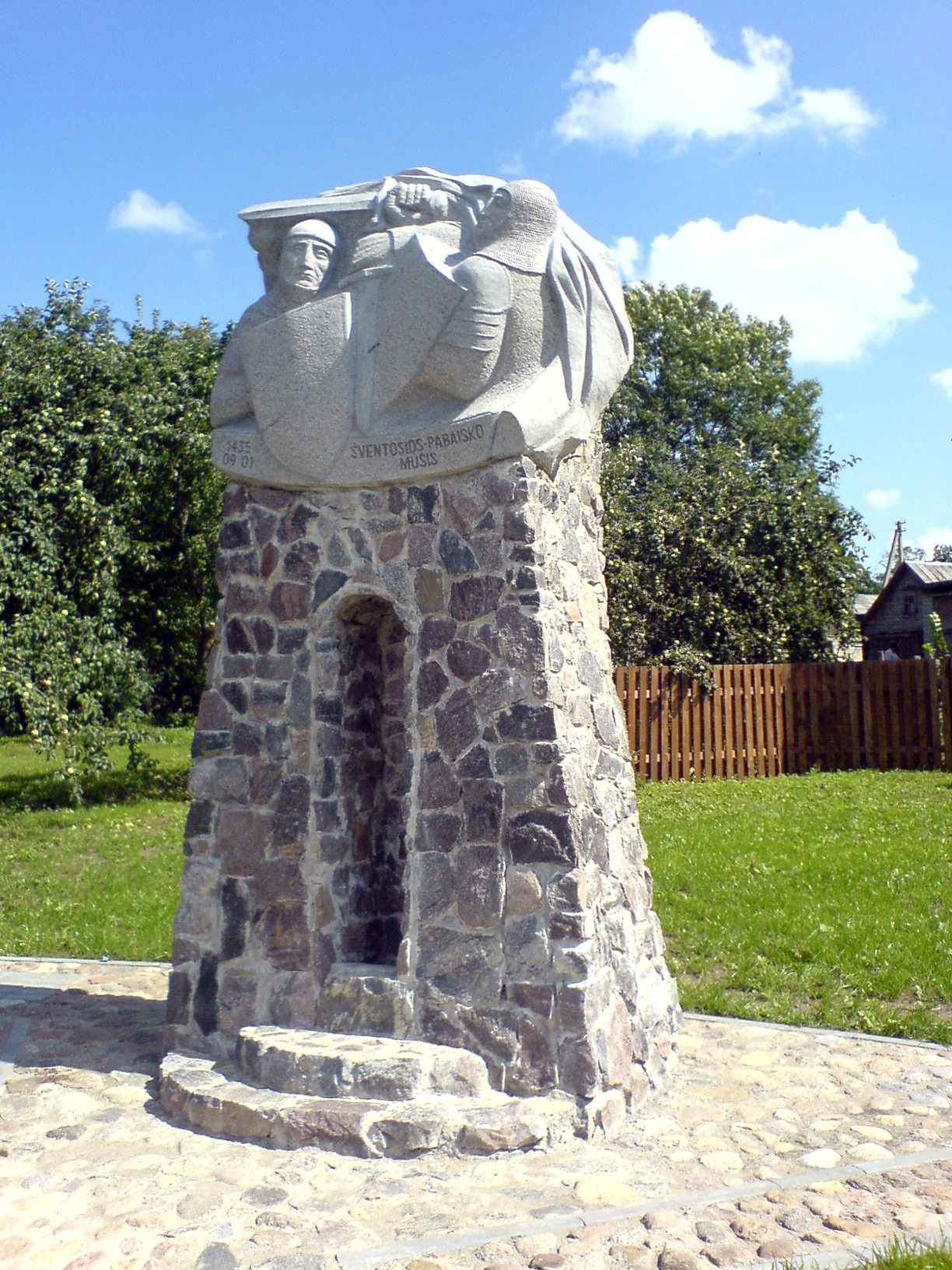
Monumento realizzato nei pressi del luogo in cui fu combattuta nel settembre del 1435 la battaglia di Pabaiskas a ridosso di Ukmergė, lungo il fiume Šventoji

Il 1435, anno decisivo per le sorti del conflitto, coincise con una significativa evoluzione del rapporto tra Švitrigaila e il metropolita di Kiev e di tutta la Rus' Gerasimo, uno dei suoi più potenti sostenitori. Accusato di aver complottato con il nemico, la condanna a morte del religioso stimolò alcuni ruteni a defilarsi dalla guerra condotta da Švitrigaila. È possibile che questo fattore si riverberò sullo scontro di maggiori proporzioni svoltosi nel corso della guerra civile lituana del 1432-1438, la battaglia di Pabaiskas del 1º settembre 1435, combattutasi sul fiume Šventoji all'altezza di Ukmergė. Il parlamento polacco aveva intimato la leva per i nobili polacchi, i quali componevano quasi la metà dell'esercito di Sigismondo Kęstutaitis, composto da 9 500 unità. L'esercito di Švitrigaila era più numeroso, potendo contare su circa 11 000 uomini, ma più della metà dei soldati formava la cavalleria leggera rutena e tartara, che nulla poté contro quella pesante polacca, meglio armata e ottimamente equipaggiata. L'esercito di Svitrigaila fu respinto verso il fiume e le vittime tra morti e annegati furono altissime; i comandanti principali, Zygmund Korybut, suo figlio Mykhailo e il Gran maestro di Livonia Frank Kirskorf, furono uccisi, insieme a sei ufficiali dell'Ordine e tredici principi ruteni. Al termine dell'anno, i livoniani si ritirarono dalla guerra firmando il trattato di Brześć Kujawski, la cui validità durò per quasi un ventennio. Le vittorie riportate da Sigismondo Kęstutaitis estesero la sua autorità in tutto il Granducato e ciò gli permise di potersi liberare dall'appoggio polacco, circostanza la quale comportò il riafforiamento delle ruggini relative al destino della Podolia e della Volinia, ancora contese. Pur potendo contare ancora sul supporto di Tver' e nonostante godesse di una sua rete di sostenitori fedeli specialmente a Kiev e in Volinia, Švitrigaila dovette ritirarsi a Polack e cominciò a coltivare l'ipotesi di stringere una pace. Gli atteggiamenti di Sigismondo spinsero i polacchi ad avviare dei colloqui all'inizio del 1436, malgrado soltanto a novembre fu finalmente concordata una tregua dalla durata di dodici mesi. Nel 1437, l'autorità di Švitrigaila si estendeva a poche aree che facevano parte del cuore storico del Granducato di Lituania (Polack, Vicebsk, dintorni di Smolensk). Nell'agosto dello stesso anno, avendo forse inconsciamente rinunciato alla prospettiva di trionfare in guerra, mise da parte il suo orgoglio e si recò a Cracovia per riappacificarsi con Ladislao III Jagellone, il figlio del defunto Ladislao II e che gli era subentrato al potere dal 1434. In quella circostanza chiese l'aiuto dei polacchi contro Sigismondo, promettendo che alla sua morte Kiev e le altre terre rutene meridionali sarebbero passate alla Polonia. Ciò portò alla firma di un accordo ai sensi del quale a Švitrigaila fu riconosciuto, a titolo di feudo, il possesso della Volinia e della Podolia orientale per tutta la sua vita, benché alla sua morte esse sarebbero passate a Cracovia. I dubbi relativi all'incerto futuro della Podolia e della Volinia vennero invece di nuovo rinviati.

### Trasferimento a Luc'k e ultimi anni
Sebbene l'intesa raggiunta con Švitrigaila avesse dimostrato che il sostegno a Sigismondo non veniva garantito da Cracovia in maniera incondizionata, il granduca lituano intrattenne degli stretti legami diplomatici con Sigismondo di Lussemburgo e con l'Ordine teutonico. Il mancato esaurimento di queste tensioni non spinse Švitrigaila a tentare di riprendere il potere, tanto che nel corso del 1438 egli si trasferì nella lontana Pocuzia, allora parte del principato di Moldavia e oggi invece compresa nei confini dell'Ucraina.

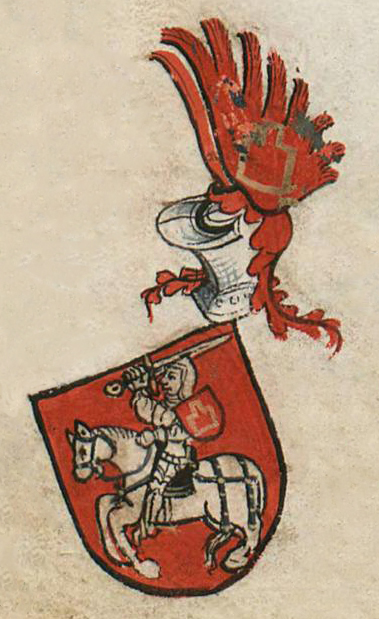
Stemma che ritrae il Vytis (Waykimas) utilizzato da Švitrigaila nel 1440 circa, il quale all'epoca esercitava la sua autorità su alcune terre in Rutenia

Nel 1439, i rapporti bilaterali tra Polonia e Lituania continuavano a rimanere precari e divenne chiaro che essi avevano in precedenza funzionato soltanto grazie all'efficace connubio e alla salda fiducia che legava Ladislao Jagellone e Vitoldo. Inoltre, l'egocentrismo di Sigismondo non contribuì granché a rinsaldare la sua posizione, così come il regime repressivo a cui aveva condannato i suoi oppositori. Il 24 marzo del 1440, Sigismondo Kęstutaitis fu assassinato a Trakai da un gruppo di congiurati; non è chiaro se i nobili e i prelati lituani che parteciparono al complotto fossero dei sostenitori di Švitrigaila o meno, ma Jūratė Kiaupienė ha rigettato tale ipotesi perché essi successivamente proposero per il ruolo di granduca una figura inedita, Casimiro. In effetti, al di là di una questione anagrafica, Švitrigaila veniva ritenuto troppo vicino ai ruteni ed era ancora vivido il ricordo delle feroci rappresaglie eseguite in Lituania durante la guerra civile.
Švitrigaila ribadì la propria fedeltà a Ladislao il 6 giugno 1440, riconoscendo realisticamente che non aveva alcuna possibilità di reclamare il trono. Quasi a titolo di ricompensa, i Czartoryski e altri importanti famiglie rutene lo invitarono a diventare governatore di Luc'k all'inizio del 1442, proposta che accettò. Nel 1443, il granduca lituano Casimiro gli concesse un ducato in appannaggio dalla grandezza di due dei tre distretti della Volinia; il terzo rimase sotto il diretto controllo della Lituania. Quando l'anno seguente esplose una guerra per il possesso della Podlachia, Švitrigaila intervenne nella regione ed ebbe brevi scontri con il duca Boleslao IV di Varsavia, ostacolando le sue manovre. Come sottolineato da alcuni autori, Švitrigaila «non fu mai in pace con la Polonia e con l'idea che essa rappresentava, tanto da essere pronto a infrangere le promesse da lui compiute ogni volta che se ne palesava l'opportunità». Anche dopo la catastrofe di Varna, quando le relazioni tra Lituania e Polonia furono nuovamente tese fino al punto di rottura, pare che Švitrigaila inviò un suo rappresentante nello Stato monastico dell'Ordine teutonico, avendo saputo che nel 1446 il granduca di Lituania Casimiro intendeva stringere con il Gran maestro un'alleanza in chiave anti-polacca. Una delle ultime volte che si allontanò da Luc'k fu nel giugno del 1447, quando raggiunse Cracovia in concomitanza delle celebrazioni per l'incoronazione del granduca Casimiro come re di Polonia. Sentendo avvicinarsi la morte, avvenuta il 10 febbraio 1452 o nel 1453, dispose che il possesso della Volinia fosse assegnato al Granducato di Lituania. Venne infine sepolto nella cattedrale di Vilnius.

## Ascendenza
|               |               |                  | Genitori       |  |  | Nonni     |  |  | Bisnonni |  |
|               |               |                  |                |  |  | Gediminas |  |  | Butvydas |  |
|               |               |                  |                |  |  | Gediminas |  |  | Butvydas |  |
|               |               | …                |                |  |  | Gediminas |  |  |          |  |
| Algirdas      |               |                  |                |  |  | Gediminas |  |  |          |  |
|               |               | Jewna di Polack  | Ivan di Polack |  |  |           |  |  |          |  |
|               |               | Jewna di Polack  | Ivan di Polack |  |  |           |  |  |          |  |
|               |               | Jewna di Polack  | …              |  |  |           |  |  |          |  |
| Švitrigaila   |               | Jewna di Polack  |                |  |  |           |  |  |          |  |
|               | Ivan Ivanovič | Ivan Mikhailovič |                |  |  |           |  |  |          |  |
|               | Ivan Ivanovič | Ivan Mikhailovič |                |  |  |           |  |  |          |  |
|               | Ivan Ivanovič | …                |                |  |  |           |  |  |          |  |
| Anna di Tver' | Ivan Ivanovič |                  |                |  |  |           |  |  |          |  |
|               |               |                  | …              |  |  |           |  |  |          |  |
|               |               |                  |                |  |  |           |  |  |          |  |
|               |               | …                |                |  |  |           |  |  |          |  |
|               |               |                  |                |  |  |           |  |  |          |  |

## Discendenza
Švitrigaila sposò Anna di Tver', figlia del nobile Ivan Ivanovič e nipote del principe di Tver' Ivan Michailovič. Quando nella notte tra il 31 agosto e il 1º settembre 1432 ebbe luogo ad Ašmjany il complotto per detronizzare Švitrigaila, Anna finì catturata assieme ad alcune delle guardie al loro seguito. Verso la fine dell'anno, nel mese di dicembre, la donna diede alla luce un figlio. Poiché il nome del nascituro non risulta noto e nessun documento storico fornisce ulteriori chiarimenti, è verosimile credere che il giovane non visse a lungo. La speranza di Švitrigaila appariva quella di originare una propria dinastia, in maniera tale da poter fronteggiare quella di Ladislao Jagellone. Tuttavia, Švitrigaila non ebbe più alcun figlio.

## Personalità
William Urban traccia il seguente ritratto del lituano:
(William Urban, The Last Years of the Teutonic Knights: Lithuania, Poland and the Teutonic Order, p. 123)

## Rilevanza storica

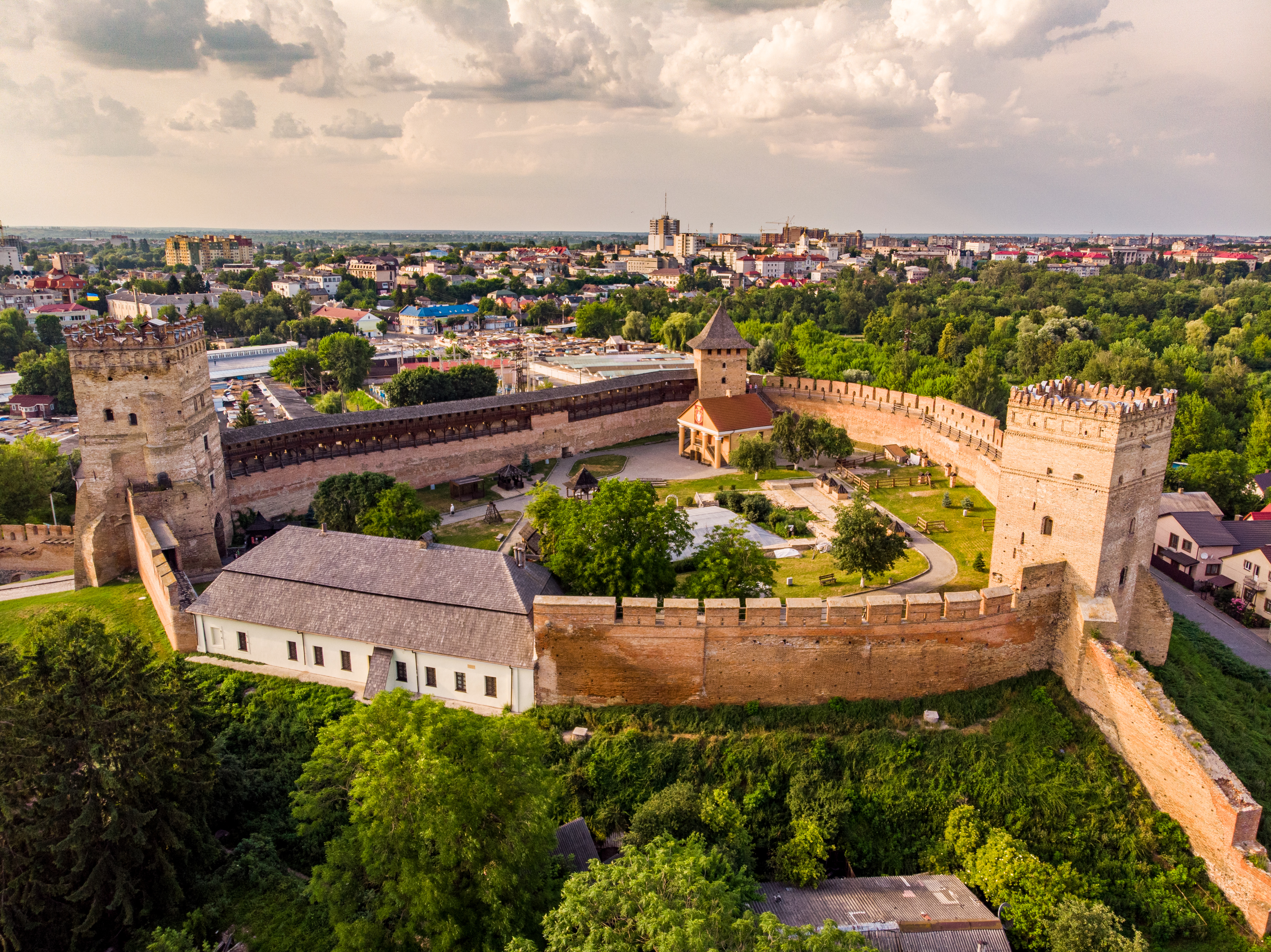
Il castello di Luc'k, dove Švitrigaila trascorse gli ultimi anni della sua vita

Come affermato da William Urban, le manovre compiute da Švitrigaila sia entro che al di fuori del campo politico «sono quasi altrettanto sorprendenti quanto oscure». Švitrigaila fu uno dei sovrani più nebulosi e controversi della Lituania medievale. Le sue lotte politiche misero in luce la fragilità dell'alleanza dinastica polacco-lituana del 1386. L'opposizione di Švitrigaila all'unione con la Polonia gli valse l'inimicizia della nobiltà polacca e di una fetta di quella lituana, che lo accusò di favorire l'ortodossia russa. In effetti, rimase ostile più o meno apertamente alla Polonia fino alla sua dipartita. Secondo la Visuotinė lietuvių enciklopedija, le lotte di Švitrigaila contro Cracovia «impedirono a questi ultimi di portare il Granducato di Lituania sotto il loro dominio dopo la morte di Vitoldo». Allo stesso tempo, questo gli fece guadagnare la reputazione di patriota antesignano tra i lituani. Nei suoi tentativi di rafforzare l'unità del Granducato, Švitrigaila cercò ripetutamente, sia pur invano, di ricucire la Chiesa cattolica e ortodossa in Lituania.